# Dario Biasi
Dario Biasi (Isola della Scala, 24 agosto 1979) è un ex calciatore italiano, di ruolo difensore.

## Carriera
Inizia la sua carriera professionistica nella stagione 1997-1998, in Serie B, con l'Hellas Verona. Poi partecipa a due campionati di Serie C1 con Carpi e Siena.
Nel 2000 raggiunge la serie A di nuovo con l'Hellas Verona, ma non fa il suo debutto nella massima serie. Gioca nella squadra scaligera fino alla stagione 2005-2006, tranne per una parentesi col Pavia nella stagione 2001-2002.
Per la prima parte del campionato di Serie B 2006-2007 è al Genoa, dove scende in campo in 12 occasioni, mentre dopo il mercato di riparazione del gennaio 2007 torna a vestire la maglia gialloblù del Verona in altre 9 partite, oltre alle 2 dei playout.
Nel luglio 2007 si trasferisce al Cesena, dove disputa il campionato di B e l'anno dopo quello di Serie C1 festeggiando la promozione in cadetteria.
Resta nella squadra bianconera anche nella stagione 2009-2010, nuovamente in Serie B.
Il 14 luglio 2010 firma un contratto biennale che lo lega al Cagliari, ma dopo un inizio di stagione di Serie A 2010-2011 molto complicato dove non colleziona alcuna presenza, a gennaio viene ceduto a titolo definitivo al Frosinone. in Serie B. Con i ciociari colleziona 6 presenze ed un gol, messo a segno nella partita casalinga vinta per 1-0 contro il Torino.
Dopo 3 anni a Frosinone, culminati con la promozione in Serie B, nel luglio 2014 ritorna al Pavia in Lega Pro. Nell'estate 2016 viene ingaggiato dall'ArzignanoChiampo.
Nel 2017 passa al Valgatara, club veronese del campionato di Eccellenza, mentre l'anno successivo torna in Serie D con l'Ambrosiana di Sant'Ambrogio di Valpolicella. Dopo il triennio con la maglia dell'Ambrosiana passa al Vigasio, formazione veronese, militante in Eccellenza. 

## Statistiche

### Presenze e reti nei club
| Stagione             | Squadra              | Campionato           | Campionato | Campionato | Coppe nazionali | Coppe nazionali | Coppe nazionali | Coppe continentali | Coppe continentali | Coppe continentali | Altre coppe | Altre coppe | Altre coppe | Totale | Totale | Totale |
| Stagione             | Squadra              | Comp                 | Pres       | Reti       | Comp            | Pres            | Reti            | Comp               | Pres               | Reti               | Comp        | Pres        | Reti        | Pres   | Reti   |        |
| -------------------- | -------------------- | -------------------- | ---------- | ---------- | --------------- | --------------- | --------------- | ------------------ | ------------------ | ------------------ | ----------- | ----------- | ----------- | ------ | ------ | ------ |
| 1997-1998            | Verona               | B                    | 0          | 0          | -               | -               | -               | -                  | -                  | -                  | -           | -           | -           | 0      | 0      |        |
| 1998-1999            | Carpi                | C1                   | 14         | 0          | -               | -               | -               | -                  | -                  | -                  | -           | -           | -           | 14     | 0      |        |
| 1999-2000            | Siena                | C1                   | 3          | 0          | -               | -               | -               | -                  | -                  | -                  | -           | -           | -           | 3      | 0      |        |
| 2000-2001            | Verona               | A                    | 0          | 0          | -               | -               | -               | -                  | -                  | -                  | -           | -           | -           | 0      | 0      |        |
| 2001-2002            | Pavia                | C2                   | 29         | 0          | -               | -               | -               | -                  | -                  | -                  | -           | -           | -           | 29     | 0      |        |
| 2002-2003            | Verona               | B                    | 4          | 0          | CI              | 2               | 0               | -                  | -                  | -                  | -           | -           | -           | 6      | 0      |        |
| 2003-2004            | Verona               | B                    | 26         | 1          | CI              | 1               | 0               | -                  | -                  | -                  | -           | -           | -           | 27     | 1      |        |
| 2004-2005            | Verona               | B                    | 33         | 2          | CI              | 1               | 0               | -                  | -                  | -                  | -           | -           | -           | 34     | 2      |        |
| 2005-2006            | Verona               | B                    | 26         | 0          | CI              | 2               | 0               | -                  | -                  | -                  | -           | -           | -           | 28     | 0      |        |
| 2006-gen.2007        | Genoa                | B                    | 12         | 0          | CI              | 5               | 0               | -                  | -                  | -                  | -           | -           | -           | 17     | 0      |        |
| gen.-giu. 2007       | Verona               | B                    | 9+2        | 0          | -               | -               | -               | -                  | -                  | -                  | -           | -           | -           | 11     | 0      |        |
| Totale Hellas Verona | Totale Hellas Verona | Totale Hellas Verona | 98+2       | 3          |                 | 6               | 0               |                    | -                  | -                  |             | -           | -           | 106    | 3      |        |
| 2007-2008            | Cesena               | B                    | 27         | 1          | CI              | 1               | 0               | -                  | -                  | -                  | -           | -           | -           | 28     | 1      |        |
| 2008-2009            | Cesena               | LP1                  | 25         | 0          | CI              | 2               | 0               | -                  | -                  | -                  | -           | -           | -           | 27     | 0      |        |
| 2009-2010            | Cesena               | B                    | 28         | 0          | CI              | 2               | 0               | -                  | -                  | -                  | -           | -           | -           | 30     | 0      |        |
| Totale Cesena        | Totale Cesena        | Totale Cesena        | 80         | 1          |                 | 5               | 0               |                    | -                  | -                  |             | -           | -           | 85     | 1      |        |
| 2010-gen. 2011       | Cagliari             | A                    | 0          | 0          | CI              | 1               | 0               | -                  | -                  | -                  | -           | -           | -           | 1      | 0      |        |
| gen.-giu. 2011       | Frosinone            | B                    | 6          | 1          | -               | -               | -               | -                  | -                  | -                  | -           | -           | -           | 6      | 1      |        |
| 2011-2012            | Frosinone            | LP1                  | 16         | 0          | -               | -               | -               | -                  | -                  | -                  | -           | -           | -           | 16     | 0      |        |
| 2012-2013            | Frosinone            | LP1                  | 22         | 0          | CI              | 2               | 0               | -                  | -                  | -                  | -           | -           | -           | 24     | 0      |        |
| 2013-2014            | Frosinone            | LP1                  | 12+4       | 1          | -               | -               | -               | -                  | -                  | -                  | -           | -           | -           | 16     | 1      |        |
| Totale Frosinone     | Totale Frosinone     | Totale Frosinone     | 56+4       | 2          |                 | 2               | 0               |                    | -                  | -                  |             | -           | -           | 62     | 2      |        |
| 2014-2015            | Pavia                | LP                   | 23+1       | 0          | -               | -               | -               | -                  | -                  | -                  | -           | -           | -           | 24     | 0      |        |
| 2015-2016            | Pavia                | LP                   | 15         | 0          | CI+CI-LP        | 4+2             | -               | -                  | -                  | -                  | -           | -           | -           | 21     | 0      |        |
| Totale Pavia         | Totale Pavia         | Totale Pavia         | 67+1       | 0          |                 | 6               | 0               |                    | -                  | -                  |             | -           | -           | 74     | 0      |        |
| 2016-2017            | Arzignano            | D                    | 19         | 0          | -               | -               | -               | -                  | -                  | -                  | -           | -           | -           | 19     | 0      |        |
| 2017-2018            | Valgatara            | Ecc                  | 27         | 3          | -               | -               | -               | -                  | -                  | -                  | -           | -           | -           | 27     | 3      |        |
| 2018-2019            | Ambrosiana           | D                    | 28+1       | 5+2        | CI-D            | 2               | 1               | -                  | -                  | -                  | -           | -           | -           | 31     | 8      |        |
| 2019-2020            | Ambrosiana           | D                    | 26         | 5          | CI-D            | 1               | 0               | -                  | -                  | -                  | -           | -           | -           | 27     | 5      |        |
| 2020-2021            | Ambrosiana           | D                    | 27         | 3          | CI              | 1               | 0               | -                  | -                  | -                  | -           | -           | -           | 28     | 3      |        |
| Totale Ambrosiana    | Totale Ambrosiana    | Totale Ambrosiana    | 82+1       | 13+2       |                 | 4               | 1               |                    | -                  | -                  |             | -           | -           | 86     | 16     |        |
| Totale carriera      | Totale carriera      | Totale carriera      | 457+8      | 19+1       |                 | 29              | 1               |                    | -                  | -                  |             | -           | -           | 494    | 21     |        |

## Palmarès

### Club

#### Competizioni nazionali
- Serie C1: 2

Siena: 1999-2000
- Supercoppa di Lega di Serie C: 1

Siena: 2000
- Lega Pro Prima Divisione: 1

Cesena: 2008-2009